# Ballotinmosaik
Ballotinmosaik är en dekorationsteknik för glas. Den består egentligen inte alls av mosaik utan skapas genom att små runda, tätt sittande glaspärlor eller kulor smälts in i glasföremålets yta.
Tekniken är venetiansk, från Murano, men har senare upptagits bland annat i böhmisk glaskonst.